# 山口宇部空港
山口宇部空港（やまぐちうべくうこう Yamaguchi-Ube Airport）は、山口県宇部市に所在する特定地方管理空港である。本州の空港としては最西端に位置する。

## 概要
空港法では拠点空港に分類されるが、国ではなく地方自治体である山口県が管理する特定地方管理空港である。旧空港整備法の規定では第2種（B）空港に分類された。
山口宇部空港に近接する空港としては、直線距離が近い順に北九州空港（福岡県北九州市）、福岡空港（同県福岡市）、岩国飛行場（岩国錦帯橋空港：山口県岩国市）、石見空港（島根県益田市）がある。
かつて、空域が重なる北九州空港とは、同じ時間帯に出発機・到着機がある場合、両空港の発着便は同時に進入することができず、一方を待機させる必要があった。このため、双方の空港で遅延が発生していたが、2008年3月13日、両空港に航空自衛隊築城基地からのターミナルレーダー管制が導入されたことで、出発機・到着機を同時に取り扱うことが可能となり、この問題は解消している。
- 山口宇部空港の空中写真（2022年）3枚を合成作成。
国土交通省 国土地理院 地図・空中写真閲覧サービスの空中写真を基に作成
- 1974年に撮影された、県営宇部空港時代の空中写真。当時の滑走路延長は1,200メートル。沖合いを埋め立てて滑走路を移転・拡張されたことが左記2022年撮影空撮画像との比較で分かる。
国土交通省 国土地理院 地図・空中写真閲覧サービスの空中写真を基に作成。1974年撮影の2枚を合成作成。

## 統計

### 利用者数
元のウィキデータクエリを参照してください.

### 利用状況
| 年度     | 利用者数  | 増減    | 出典  |
| -------- | --------- | ------- | ----- |
| 2001年度 | 740,114   | -       | [ 1 ] |
| 2002年度 | 923,157   | 183,043 | [ 1 ] |
| 2003年度 | 961,819   | 38,662  | [ 1 ] |
| 2004年度 | 920,401   | ▲41,418 | [ 1 ] |
| 2005年度 | 921,916   | 1,515   | [ 1 ] |
| 2006年度 | 903,133   | ▲18,783 | [ 1 ] |
| 2007年度 | 886,817   | ▲16,316 | [ 1 ] |
| 2008年度 | 850,052   | ▲36,765 | [ 2 ] |
| 2009年度 | 768,916   | ▲81,136 | [ 2 ] |
| 2010年度 | 776,050   | 7,134   | [ 2 ] |
| 2011年度 | 762,509   | ▲13,541 | [ 2 ] |
| 2012年度 | 834,422   | 71,913  | [ 2 ] |
| 2013年度 | 848,700   | 14,278  | [ 3 ] |
| 2014年度 | 873,581   | 24,881  | [ 3 ] |
| 2015年度 | 919,920   | 46,339  | [ 4 ] |
| 2016年度 | 948,843   | 28,823  | [ 4 ] |
| 2017年度 | 993,648   | 44,805  | [ 5 ] |
| 2018年度 | 1,026,569 | 32,921  | [ 6 ] |

2017年3月現在、定期便は東京(羽田)線のみ就航しており、その他は国内線（主に北海道・沖縄方面）と国際線（主に東アジア方面）のチャーター便が年数回設定されている。
当空港の利用客数は2003年度（平成15年度）の約96万人をピークに減少に転じ、2009年度（平成21年）には70万人台まで落ち込んだが、翌年度から再び増加傾向に転じ2018年度の利用者数は開港以来初めて100万人を超えた。
山口県と東京を結ぶ交通機関のシェアは、当空港の利用者数がピークであった2003年度には航空機が約71%を占めていた。しかし、2003年10月1日に山陽新幹線の新山口駅と徳山駅に当時の最速達列車であった「のぞみ」が停車を開始して以降は一貫して新幹線への流出が続き、2012年度には航空機シェアは約59%に低下した。
定期便およびチャーター便を含む利用客数の推移は次のとおり。

## 歴史

### 戦前の「宇部飛行場」建設構想
1928年（昭和3年）11月27日、後に山口宇部空港が建設されることになる宇部市草江地区の海岸に設立された「宇部航空輸送研究所」が、宇部市における民間航空路線誘致を志向した最初の施設である。同研究所では、航空輸送および一般航空に関する研究、飛行機操縦士、機体製作技術者の養成、航空機修理等を事業内容としていた。
こうした民間の動きにあわせ、1933年（昭和8年）には山口県が宇部岬沖に「宇部飛行場灯台」の設置を決定。同年に起こった不時着場設置運動が1934年（昭和9年）1月5日に「宇部飛行場設置委員会」の結成へと発展し、軍部から敷地面積10万坪の要請を受けて、厚東川河口の埋立地（後の協和キリン宇部工場付近）を候補地とした宇部飛行場の建設構想を策定した。
同年6月6日、朝鮮の大邱商工会議所副会頭を宇部市へ招致し、宇部 - 大邱間の内鮮定期航空路促進運動を展開することで合意。この運動により飛行場建設の実現を期すも、防空場の理由や下関市・同商工会議所の飛行場誘致運動もあり、建設地は同市に隣接する小月地区（王喜村沿岸部）に決定。宇部飛行場の建設構想は実現しなかった。
さらに小月地区へ建設された下関飛行場も、開港直前に練習飛行場へと用途変更が行われ、完成直後に民間航空を管轄していた逓信省から帝国陸軍へと移管、名称も下関陸軍飛行場へ変更され、宇部・下関両地区で戦前における民間空港の誘致は叶わなかった。

### 戦後の「県営宇部空港」建設までの経緯
第二次世界大戦後、連合国軍最高司令官総司令部（GHQ）から日本国内における民間空路開設許可が降りると、山口県内では旧陸海軍の飛行場をもつ岩国市、防府市、下関市が空港誘致運動を開始した。福岡や大阪などの大都市が許可を受けた第一次の開港指定は得られなかったものの、第二次指定において広島や北九州地区に近い岩国、下関（小月）に民間航空路線を開設できることになった。
しかし再軍備の流れから岩国はアメリカ空軍、下関は自衛隊の基地として再利用されることが決まり、山口県内に民間航空会社が自由に利用できる空港がなくなった。1957年（昭和32年）には防府飛行場を山口県と防府市が5カ年計画で拡張整備し、民間空港として運用する案を日本政府に陳情したが、政府側が却下した。
このため山口県では既存の飛行場ではなく新たな空港を建設するため、候補地の検討を開始した。1961年（昭和36年）、当時炭鉱の閉山が相次ぎ新産業の誘致を課題としていた宇部市が、石炭合理化事業団が買い上げた沖宇部炭鉱の跡地および周辺海域の埋め立てによる空港開設を提案。この案が県の要望にも適していたため、正式に宇部市を建設候補地に決定した。
同年、県営宇部空港設置要望書を山口県から日本政府へ提出し、運輸省から調査員の派遣を受けて同地への建設が可能であることを確認。1962年（昭和37年）に第二次要望書の提出、住民向け公聴会、設置申請書の提出を経て、10月に宇部空港設置の許可を得た。事業着手後も住宅地区上空が航空路となることを避けるため当初案から変更を重ね、1966年（昭和41年）に民間空港として開港した。
こうした空港建設までの計画変更やジェット化による空港拡張にあたっては、宇部市の煤塵問題の解決等に用いられた「宇部方式」と呼ばれる科学的なデータを用いて自治体・学識経験者・住民らが相互に話し合いをする手法を用いて、成田空港問題のような事態を起こすことなく地元との円滑な合意形成が図られた。

### 開港後の沿革
- 1966年（昭和41年）
  - 7月1日 - 県営宇部空港として開港（滑走路L=1200m、W=30m）。運用時間8型（8:00 - 16:00）。全日本空輸の東京/羽田便（1日1往復）と日本国内航空の大阪/伊丹便（1日1往復）が就航。
  - 12月1日 - 北九州便（1日1往復）が就航。
- 1968年（昭和43年）
  - 6月 - 空港照明電気施設（飛行場灯台、滑走路灯、エプロン灯など）供用開始。
- 1969年（昭和44年）
  - 4月 - 大阪/伊丹便が1日2往復に増便。
- 1970年（昭和45年）
  - 4月 - 東京/羽田便が1日2往復に増便。
- 1972年（昭和47年）
  - 4月 - 大阪/伊丹便が1日3往復に増便。
- 1977年（昭和52年）
  - 9月 - 大阪/伊丹便廃止。前々年の山陽新幹線開通による乗客の流出が原因。
- 1979年（昭和54年）
  - 11月 - 沖合側の新滑走路（L=2,000m、W=45m）供用開始に伴い、旧滑走路運用休止。
- 1980年（昭和55年）
  - 3月 - 計器着陸装置（ILS）完成。
  - 4月 - 東京便ジェット化に伴い、名称を「山口宇部空港」に変更。
  - 7月 - 2代目旅客ターミナルビル（延床面積3,636m2）供用開始。
- 1981年（昭和56年）
  - 7月 - 東京/羽田便が週4日3往復に増便（7月から全日3往復）。
- 1983年（昭和58年）
  - 11月 - 旧滑走路廃止。
- 1984年（昭和59年）
  - 7月 - 運用時間11.5時間（8:00 - 19:30）に延長。東京/羽田便が週2日4往復に増便（1985年2月から週4日4往復、1986年7月から全日4往復）。
- 1987年（昭和62年）
  - 7月 - 運用時間13時間（7:30 - 20:30）に延長。
- 1989年（平成元年）
  - 9月 - 東京/羽田便が暫定5往復に増便（1990年12月から全日5往復）。
- 1993年（平成5年）
  - 5月 - 札幌/新千歳便就航（週3往復）。
- 1995年（平成7年）
  - 1月 - 阪神・淡路大震災の発生による山陽新幹線の運休に伴い、臨時の大阪/関西便が4月17日まで運航される[14]。
  - 4月 - 東京/羽田便の夜間駐機開始。
- 1997年（平成9年）
  - 4月 - 札幌/新千歳便が週4往復に増便。
  - 7月 - 那覇便就航（週3往復）。
- 1998年（平成10年）
  - 12月 - 那覇便運休。
- 1999年（平成11年）
  - 9月24日 - 台風18号により滑走路外側の防波堤が破堤。折からの高潮により空港全体が冠水し、管制装置が使用不能となる。数日後に有視界飛行方式で運航を再開するも、完全復旧にはしばらくの時間を要した。
  - 12月 - 滑走路延伸工事のため、鍋島が埋め立てられ消滅。
- 2000年（平成12年）
  - 3月 -  3代目・現行旅客ターミナルビル（国内線ターミナルビル）供用開始。2代目旅客ターミナルビルは国際線ターミナルビルに転用。
- 2001年（平成13年）
  - 3月24日 - 滑走路延伸（L=2,500m、W=45m）。
- 2002年（平成14年）
  - 3月 - 新千歳空港便運休。
  - 7月1日 - 日本航空の東京/羽田便が就航（1日2往復）し、ダブルトラック化。
  - 10月 - 日本航空の東京/羽田便が増便（1日3往復）。
- 2005年（平成17年）
  - 7月 - 運用時間14時間（7:30 - 21:30）に延長。
- 2009年（平成21年）
  - 3月 - 済南遥墻国際空港と友好協定を締結[15]。
- 2011年（平成23年）
  - 3月27日 - 日本航空の東京/羽田便が増便（1日4往復）[16]。
- 2013年（平成25年）
  - 4月1日 - 福岡航空測候所山口宇部空港出張所閉鎖。また、航空管制技術官の配属がなくなる。
- 2014年（平成26年）
  - 10月26日 - スターフライヤーの東京/羽田便が就航（1日3往復）[17]し、トリプルトラック化。全日本空輸の東京/羽田便が減便（1日3往復）[18]。ただし、スターフライヤーが運航する全便が全日本空輸とのコードシェア便であるため、実質的に全日本空輸の東京/羽田便は1日6往復に増便した[18]。
- 2016年（平成28年）
  - 11月28日 - エアソウルによるソウル/仁川線が2017年3月25日までの冬ダイヤ期間限定で就航（週3便/月、水、土）[19][20]。
- 2019年（平成31年･令和元年）
  - 10月27日 - 山口宇部-仁川便運休[21]。

## 施設
空港施設としては、国内線旅客ターミナルビル（3代目ターミナルビル）の他に、国際線旅客ターミナルビル（2代目ターミナルビルを転用）等があり、いずれも山口宇部空港ビル株式会社が管理・運営を行っている。

### 国内線旅客ターミナルビル
2000年（平成12年）3月に、3代目の旅客ターミナルビルとして供用が開始された。国際線旅客ターミナルビルとは2階および3階の連絡通路で接続しており、3階の一部は送迎デッキとなっている。ビルの2階には、やまぐち特産品プラザ、ANA FESTA、ココス、あす花亭等が入居しており、商業施設としての機能も併せ持つ。
建築概要
- 着工 - 1998年12月
- 竣工 - 2000年2月
- 建築面積 - 5,190.77m2
- 延床面積 - 8,404.61m2
- 構造 - S造
- 規模 - 地上3階、地下1階
- 設計 - クリエート山本設計室
- 施工 - 大林組・新光産業・嶋田工業 JV

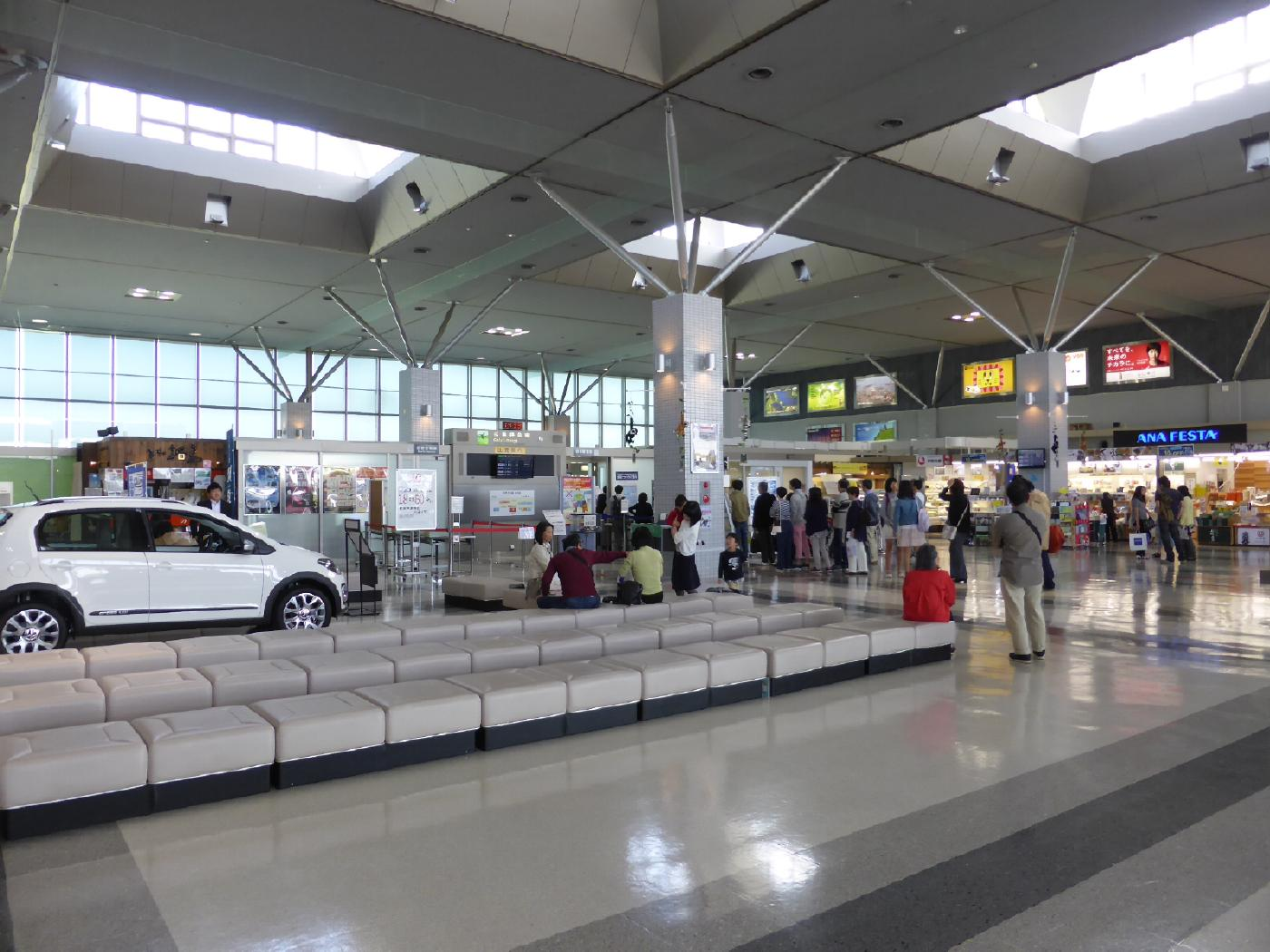
2F出発ロビー
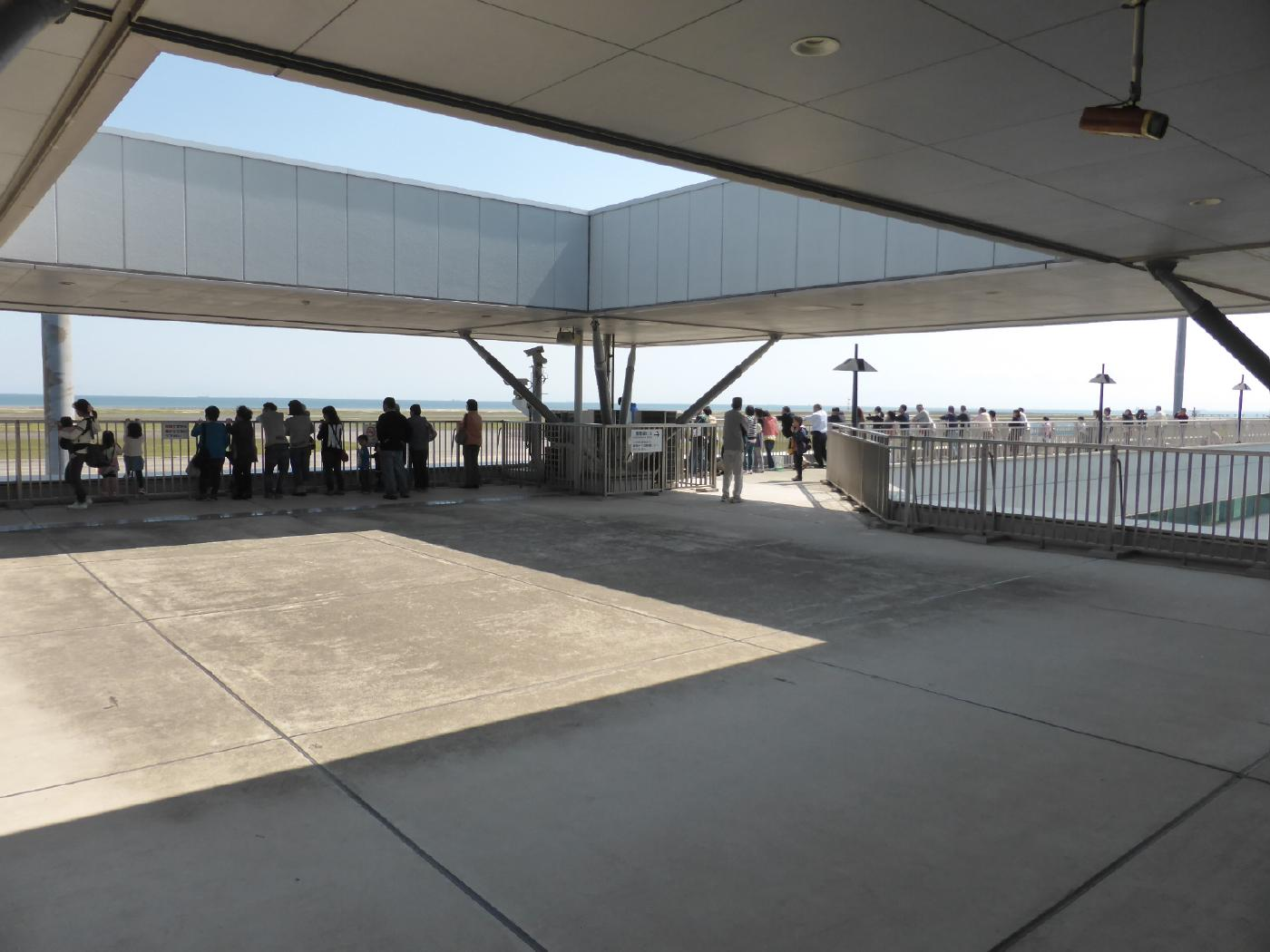
3F展望デッキ
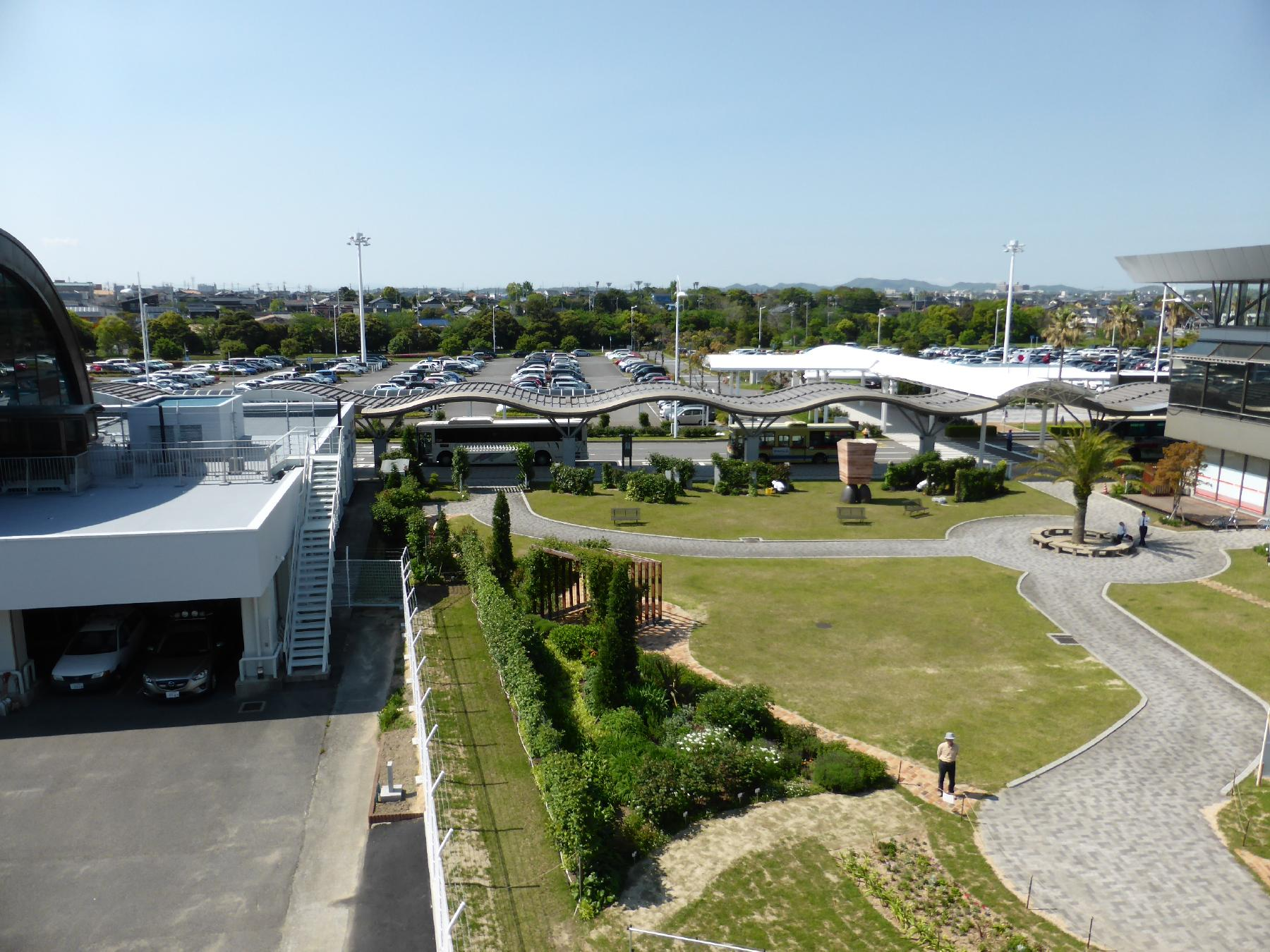
展望デッキから見た駐車場。左側は国際線、右側は国内線
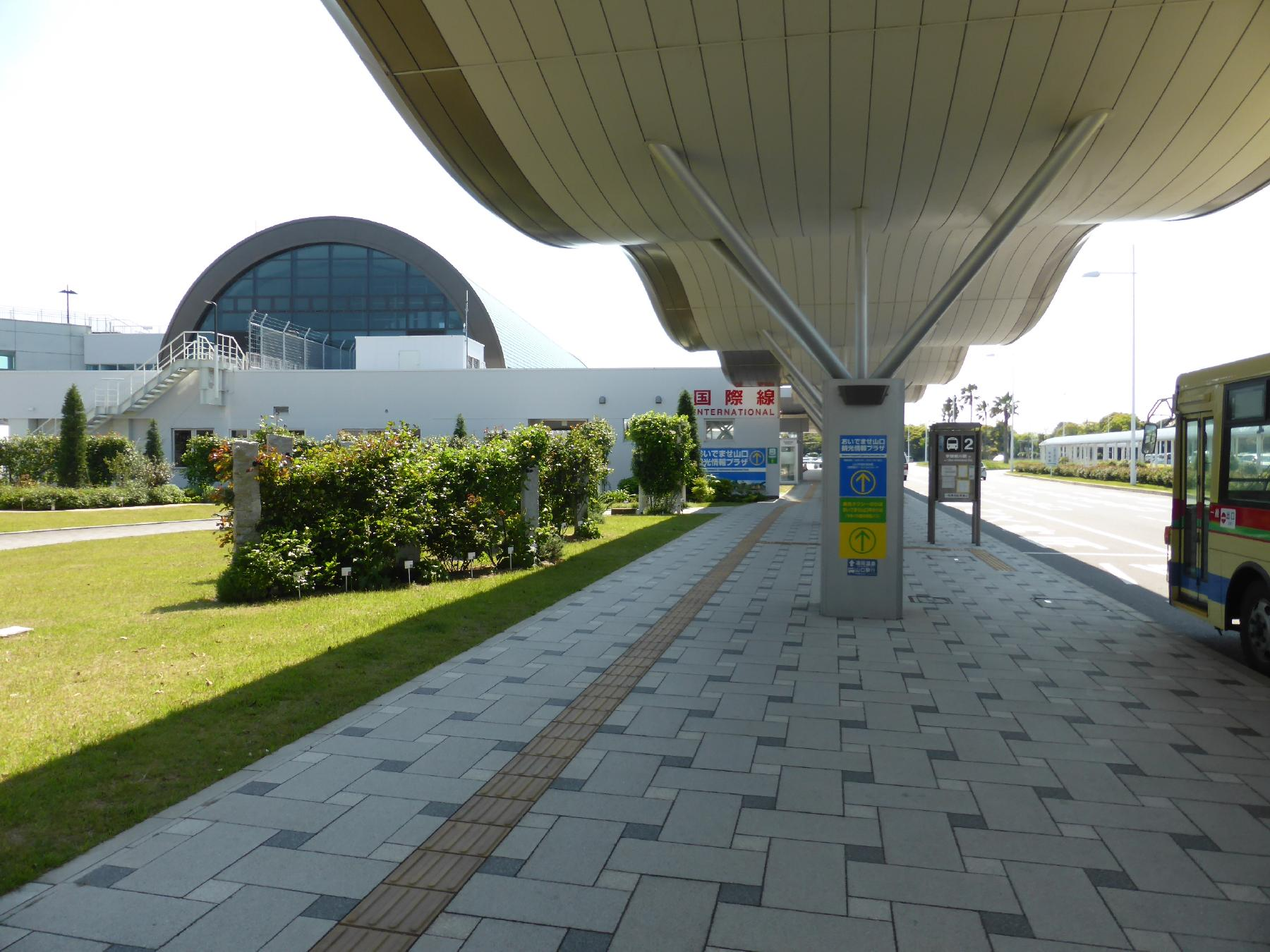
国内線ターミナル側から見た国際線ターミナル

### 国際線旅客ターミナルビル
1980年（昭和55年）7月に、2代目旅客ターミナルビル（延床面積3,636m2）として供用が開始され、その後3代目旅客ターミナルビルの供用開始に伴い、「国際線旅客ターミナルビル」に転用された。国際線のチャーター便に利用されていたが、2016年11月28日から2017年3月25日まで定期便が就航した。
ビルの1階には、山口県の観光案内施設「おいでませ山口観光情報プラザ」や宇部警察署山口宇部空港警備派出所が入居している。2階の出国待合室（スカイホール）および出発ロビー（スカイギャラリー）は、国際チャーター便の運航時以外は地域活動や市民活動等でイベントや集会・展示等を行うイベントホール「山口宇部空港会館」として活用されている。国内線旅客ターミナルビルとは2階および3階の連絡通路で接続しており、3階の一部は送迎デッキとなっている。

### 空港内に施設をもつ行政機関・企業
行政機関

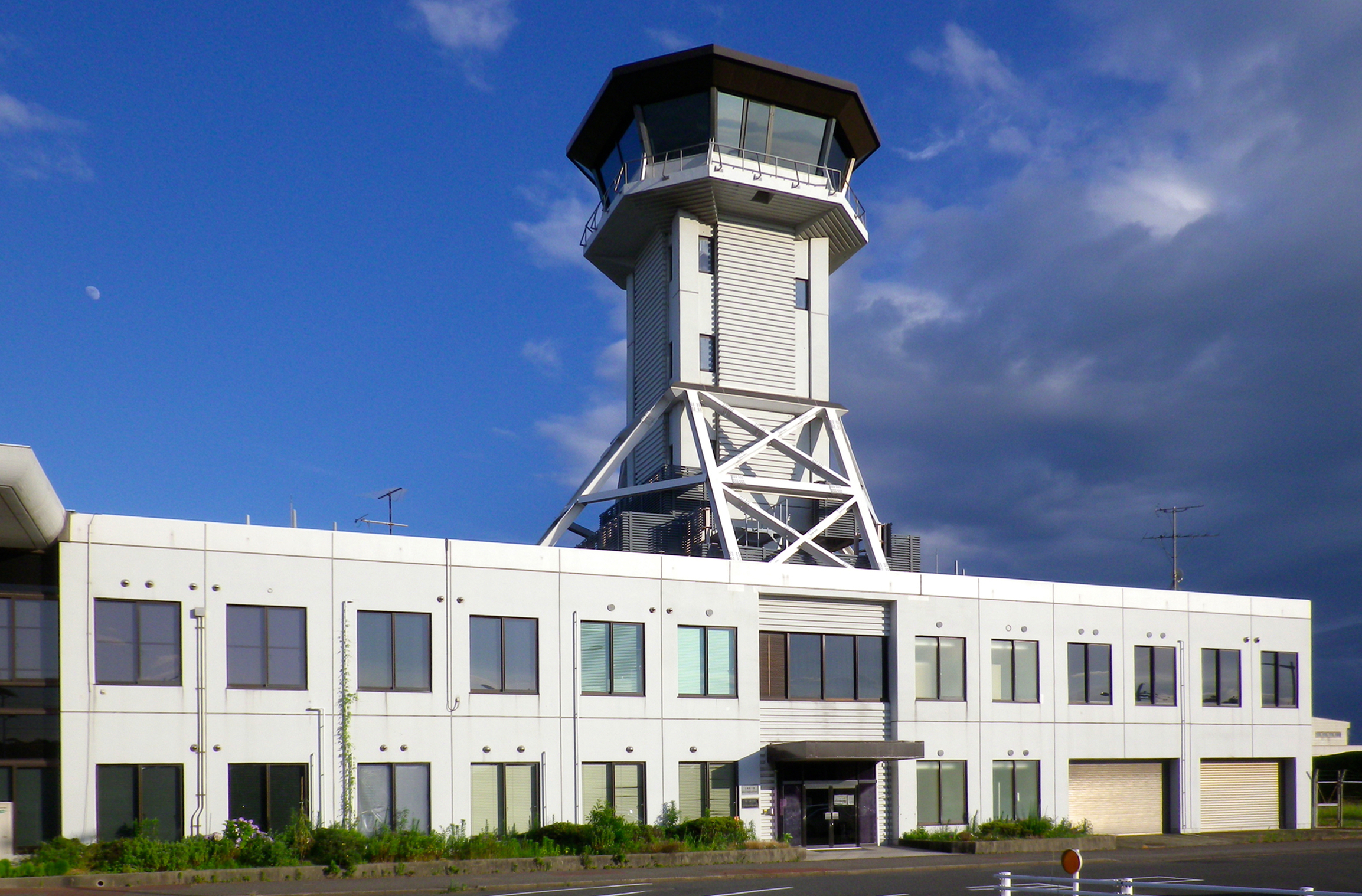
国土交通省大阪航空局山口宇部空港出張所旧庁舎（解体済み）

- 気象庁福岡管区気象台福岡航空地方気象台山口宇部航空気象観測所
- 国土交通省大阪航空局山口宇部空港出張所
- 山口県宇部港湾管理事務所分庁舎
- 山口県消防防災航空センター（県消防防災ヘリコプター）
- 山口県警察航空隊

民間企業
- 出光興産山口宇部航空給油所
- 山口宇部空港給油施設（全日本空輸の完全子会社）本社

### その他
空港ビルアネックス
2013年、国内線旅客ターミナルビルの東側に完成。レンタカーターミナルや山口宇部空港ビル本社、山口宇部空港ビルサービス本社等が入居している。旧空港ビルアネックスは初代旅客ターミナルビルの一部として供用が開始され、2代目旅客ターミナルビルの完成に伴い事務所ビルへと転用された。新ビルへの移転に伴い解体され、跡地には貨物ビルが整備された。
ふれあい公園
国内線旅客ターミナルビルの東側には空港の拡張と並行して整備が行われた「ふれあい公園」があり、彫刻や風力発電機、ミニ滑走路、あずま屋等が設置されている。また、園内の遊歩道からは滑走路に発着する飛行機を間近に見ることが出来る。入園料は無料。
滑走路を離着陸する飛行機を間近で見学する事が出来る。そのため、家族連れや航空ファンが訪れ、スポッティングや撮影が行われる。

## 就航路線
航空会社名が2社以上の場合、最前の航空会社の機材・乗務員で運航する共同運航便。
- 日本航空（JAL）[注釈 1]
  - 東京国際空港（羽田空港）
- 全日本空輸（ANA）[注釈 2]
  - 東京国際空港（羽田空港）
- スターフライヤー（SFJ）・全日本空輸（ANA）
  - 東京国際空港（羽田空港）

### かつての定期就航路線
- エアソウル
  - 仁川国際空港 （週3便/月、水、土） - 冬季のみ運航した[19][20][24][25][26]。
- 全日本空輸
  - 北九州空港[27]
  - 新千歳空港
  - 那覇空港
- 東亜国内航空
  - 大阪国際空港（伊丹空港）

| 行き先                   | 旅客数   | 国内線順位 |
| ------------------------ | -------- | ---------- |
| 東京国際空港（羽田空港） | 約68万人 | 上位37位   |

## アクセス
山口宇部空港利用促進振興会が2018年9月下旬の東京便利用者を対象に実施した利用状況調査に依れば、空港へのアクセス手段として自家用車が50.0%（山口県民に限れば83.1%）、レンタカーが14.6%、バス（リムジンバス・路線バス）が14.3%、タクシー（乗合タクシーを含む）が9.5%、鉄道（JR）が3.8%となっており、自家用車でのアクセスの割合が高い。

### 鉄道
西日本旅客鉄道（JR西日本）
- 宇部線
  - 草江駅
駅や空港での案内表示はあるものの、県道を横断する必要があるなど道順がわかりにくいこともあり、長らく最寄り駅としては機能していなかったが、昨今では空港の公式ウェブページや「JR時刻表」（交通新聞社）にも最寄り駅として掲載されるようになっている。利用割合も増加傾向にある[29]。

### バス
- 常盤駅入口・新山口駅（宇部市交通局）
- 宇部中央・宇部新川駅（宇部市交通局）

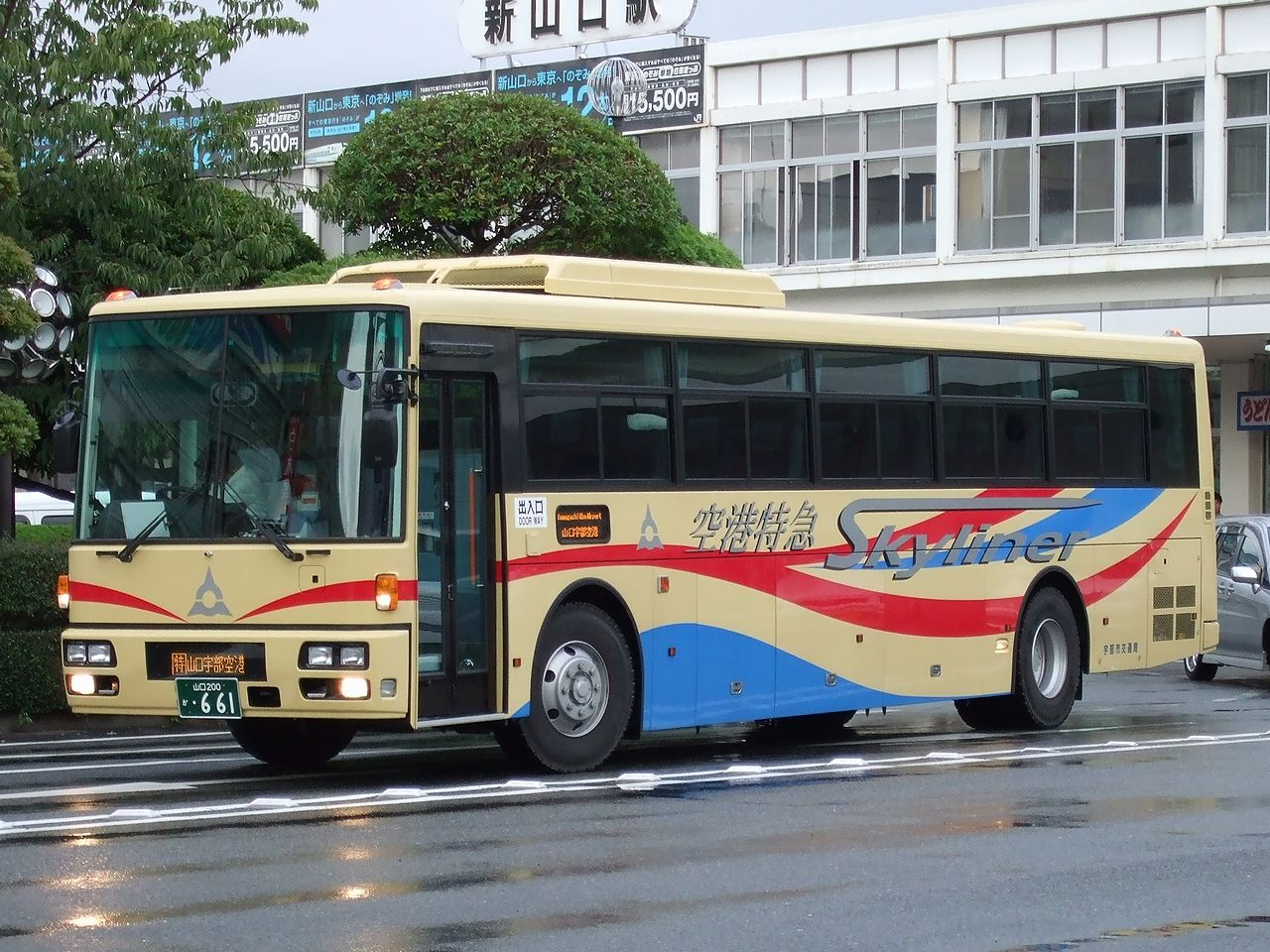
宇部市営バス「空港特急」

- 小月・長府・下関駅（下関山電タクシー・宇部山電タクシー）
サンデン交通運行のリムジンバスが2021年9月30日を以て廃止となることを受けて定時運行の乗合タクシーとして運行開始[30]。後にマイクロバス（定員制）によるシャトルバス（シャトルタクシー）に移行した。

その他、宇部市交通局の路線バス（東部市内循環線「めぐりーな」）が空港ターミナル前に停車する（航空便には接続していない）。

### 乗合タクシー
- 山口市内（湯田温泉・旧市内）（大隅タクシー・いさむや第一交通）
- 萩市内（旧市内）（萩近鉄タクシー）
- 長門市・美祢市（美祢駅・長門湯本温泉・長門市駅・センザキッチン）（富士第一交通） - 金・土・日・月のみ運行、予約制

かつては周南市内（旧徳山市南部・旧新南陽市南部）へも運行されていた（周南近鉄タクシーが運行）が、2012年（平成24年）12月の岩国空港の民間航空路線復活以後は利用客が減少したため、2019年（平成31年）2月28日をもって廃止された。